# Nigel West
 (juin 2025).
Si vous disposez d'ouvrages ou d'articles de référence ou si vous connaissez des sites web de qualité traitant du thème abordé ici, merci de compléter l'article en donnant les références utiles à sa vérifiabilité et en les liant à la section « Notes et références ».
Pour les articles homonymes, voir West.
Nigel West est le nom de plume de Rupert Allason, né le 8 novembre 1951, ancien membre du parlement britannique et conservateur de 1987 à 1997, historien et écrivain spécialiste de l'espionnage.

## Œuvres
Auteur
- (en) MI5: British Security Service Operations, 1909-1945, New York, Stein and Day, 1981.
- (en) A Matter of Trust: MI5 1945-72, Londres, Weidenfeld and Nicolson, 1982 ; publié aux États-Unis sous le titre The Circus: MI5 operations 1945-1972, New York, Stein and Day, 1983.
- (en) MI6: British Secret Intelligence Service Operations, 1909-45, Londres, Weidenfeld and Nicolson, 1983.
- (en) (sous son vrai nom de Rupert Allason) The Branch: A History of the Metropolitan Police Special Branch 1883-1983, Londres, Secker & Warburg, 1983.
- (en) Unreliable Witness: Espionage Myths of the Second World War, Londres, Weidenfeld and Nicolson, 1984 ; publié aux États-Unis sous le titre A Thread of Deceit: Espionage Myths of World War II, New York, Random House, 1985.
- (en) GCHQ: The Secret Wireless War, 1900-86, Londres, Weidenfeld and Nicolson, 1986 ; publié aux États-Unis sous le titre The SIGINT Secrets: The Signals Intelligence War, 1900 to Today, New York, Morrow, 1988.
- (en) Molehunt: The Full Story of the Soviet Spy in MI5, Londres, Weidenfeld and Nicolson, 1987.
- (en) The Friends: Britain's Post-War Secret Intelligence operations, Londres, Weidenfeld and Nicolson, 1988.
- (en) Games of Intelligence: The Classified Conflict of International Espionage, Londres, Weidenfeld and Nicolson, 1989.
- (en) The Blue List, Londres, Secker & Warburg, 1989  (ISBN 0-4365-6602-8) (roman).
- (en) Cuban Bluff, Londres, Secker & Warburg, 1990 (roman).
- (en) Seven Spies Who Changed the World, Londres, Secker & Warburg, 1991.
- (en) Secret War: The Story of SOE, Britain's Wartime Sabotage Organisation, Londres, Hodder & Stoughton, 1992.
- (en) Murder in the Commons, Londres, 1992 (roman).
- (en) The Illegals: The Double Lives of the Cold War's Most Secret Agents, Hodder & Stoughton , 1993.
- (en) Murder in the Lords, Londres, 1994 (roman).
- (en) The Secret War for the Falklands: SAS, MI6 and the War Whitehall Nearly Lost, Londres, Little Brown, 1997  (ISBN 0-7515-2071-3).
- (en) Counterfeit Spies: Genuine or Bogus? An Astonishing Investigation into Secret Agents of the Second World War, Londres, St. Ermin's, 1998.
- (en) Venona: The Greatest Secret of the Cold War: HarperCollins, 1999  (ISBN 0-00-653071-0).
- (en) The Third Secret: The CIA, Solidarity and the KGB's Plot to Kill the Pope, HarperCollins, 2000.
- (en) Mortal Crimes: The Greatest Theft in History: Soviet Penetration of the Manhattan Project, New York, Enigma Books, 2004.
- (en) Historical Dictionary of British Intelligence, Scarecrow Press, Londres, 2005.
- (en) Mask: MI5's Penetration of the Communist Party of Great Britain, Frank Cass Publishers, 2005.
- (en) At Her Majesty's Secret Service: The Chiefs of Britain's Intelligence Agency, MI6, Greenhill Books, Londres, 2006.
- (en) Historical Dictionary of International Intelligence, Scarecrow Press, 2006.
- (en) Historical Dictionary of Cold War Counterintelligence, Scarecrow Press, 2007.
- (en) Historical Dictionary of World War II Intelligence, Scarecrow Press, 2007.
- (en) Historical Dictionary of Sexspionage, Scarecrow Press, 2009.
- (en) Historical Dictionary of Ian Fleming's World of Intelligence: Fact and Fiction, Scarecrow Press, 2009.
- (en) Historical Dictionary of Naval Intelligence, Scarecrow Press, 2010.
- (en) Historical Dictionary of Signals Intelligence, Scarecrow Press, 2012.
- (en) Historical Dictionary of World War I Intelligence, Scarecrow Press, 2013.
- (en) Double Cross in Cairo: The True Story of the Spy Who Turned the Tide of War in the Middle East, Biteback, 2015 — sur l'agent double Renato Levi (nom de code CHEESE).
- (en) Cold War Counterfeit Spies: Tales of Espionage - Genuine or Bogus?, Frontline Books, 2016.
- (en) Spycraft Secrets: An Espionage A-Z, The History Press, 2016.
- (en) Churchill's Spy Files: MI5's Top-Secret Wartime Reports, The History Press, 2018.
- (en) Cold War Spymaster: The Legacy of Guy Liddell, Deputy Director of MI5, Frontline Books, 2018.
- (en) Codeword Overlord: Axis Espionage and the D-Day Landings, The History Press, 2019.
- (en) The Kompromat Conspiracy: The Truth About the Trump Dossier, autoédition, 2020.
- (en) Spy Swap: The Humiliation of Russia's Intelligence Services, Frontline Books, 2020.
- Black Ops: Les opérations militaires secrètes de 1914 à nos jours [« Black Ops »], Vanves, E/P/A, 2020.
- (en) Historical Dictionary of Cold War Intelligence, Scarecrow Press, 2021.
- (en) Spies Who Changed History: The Greatest Spies and Agents of the 20th Century, Frontline Books, 2022.
- (en) Hitler's Nest of Vipers: The Rise of the Abwehr, Frontline Books, 2022.
- (en) Hitler's Trojan Horse: The Fall of the Abwehr, 1943-1945, Frontline Books, 2022.
- (en) Classified!: The Adventures of a Molehunter, Biteback Publishing, 2024.

En collaboration
- (en) Richard Deacon avec Nigel West, Spy!, Londres, British Broadcasting Corporation, 1980.
- (en) avec Juan Pujol, Operation Garbo: The Personal Story of the Most Successful Double Agent of World War II, Londres: Weidenfeld and Nicolson, 1985.
- (en) avec Oleg Tsarev, The Crown Jewels: The British Secrets Exposed by the KGB Archives, Londres, HarperCollins, 1998.
- (en) avec Oleg Tsarev (dirs.), TRIPLEX: Secrets from the Cambridge Spies, New Haven, Connecticut, Yale University Press, 2009.
- (en) avec Madoc Roberts, SNOW: The Double Life of a World War II Spy, New York, Dialogue, 2011.
- (en) I. C. Smith et Nigel West, Historical Dictionary of Chinese Intelligence, Scarecrow Press, 2012.
- (en) David Price et Nigel West, The London Spy Guide, Volume One: First World War, Thistle Publishing, 2014.

Directeur de publications
- (en) (dir.) The Faber Book of Espionage, Faber & Faber, Londres & Boston, 1993.
- (en) (dir.) The Faber Book of Treachery, Faber & Faber, Londres, 1995.
- (en) (dir.) The Guy Liddell Diaries, Vol. I: 1939-1942 et Vol II: 1942-1945, Routlege, Londres, 2005.
- (en) (dir.) MI5 in the Great War, Londres, Backbite Publishing, 2014.
- (en) (dir.) Guy Liddell's Cold War MI5 Diaries, Volume 1: June 1945-December 1947 ; Volume 2: January 1948-December 1950 et Volume 3: January 1951-May 1953, autoédition, 2019.

Préfacier
- (en) (introduction) British Security Coordination: The Secret History of British Intelligence in the Americas, 1940-45, Londres, St. Ermin's, 1998.